# Svir (Bielorrusia)
Svir (bielorruso: Свір; ruso: Свирь) es un asentamiento de tipo urbano de Bielorrusia, perteneciente al distrito de Miádzel de la provincia de Minsk.
En 2023, el asentamiento tenía una población de 974 habitantes. Es sede de un consejo rural que incluye 33 pedanías que añaden unos mil seiscientos habitantes a la población.
Se ubica en el extremo noroccidental del lago homónimo, a medio camino entre Smarhón y Švenčionys sobre la carretera P95, unos 30 km al oeste de la capital distrital Miádzel.

## Historia
Según la tradición local, el pueblo fue fundado por Daumantas de Pskov en el lugar donde había un santuario dedicado a Perún. En su origen fue un señorío en el Gran Ducado de Lituania gobernado por su propia familia noble, los Svir, quienes en 1452 ordenaron construir la primera iglesia del pueblo. En 1528 pasó a pertenecer a la familia noble Radziwiłł. En 1579, durante la guerra livonia, Esteban I Báthory utilizó la localidad como un importante punto de reunión de tropas. En la partición de 1795 se integró en el Imperio ruso, que clasificó al asentamiento como un miasteczko, desde 1801 integrado en la gobernación de Vilna. Según la Paz de Riga de 1921, pasó a formar parte de la Segunda República Polaca, hasta que en 1939 se integró en la RSS de Bielorrusia, que lo consideró capital distrital entre 1940 y 1959. En 1958 adoptó el estatus de asentamiento de tipo urbano.